# Discografia di Selena Gomez & the Scene
La discografia di Selena Gomez & the Scene, gruppo musicale pop rock statunitense, è costituita da tre album in studio, due EP e circa dieci singoli, pubblicati tra il 2009 e il 2011.

## Album in studio
| Anno | Titolo | Classifiche | Classifiche | Classifiche | Classifiche | Classifiche | Classifiche | Classifiche | Classifiche | Classifiche | Classifiche | Certificazioni                                         |
| Anno | Titolo | US          | CAN         | UK          | IRL         | ITA         | GRE         | MEX         | SPA         | GER         | NZL         | Certificazioni                                         |
| ---- | --- | ----------- | ----------- | ----------- | ----------- | ----------- | ----------- | ----------- | ----------- | ----------- | ----------- | ------------------------------------------------------ |
| 2009 | Kiss & Tell - Pubblicazione: 29 settembre 2009 - Etichetta: Hollywood - Formati: CD, download digitale         | 9           | 22          | 12          | 14          | 33          | 2           | 20          | 2           | 19          | 21          | - ARG: Oro - CAN: Oro - USA: Oro                       |
| 2010 | A Year Without Rain - Pubblicazione: 17 settembre 2010 - Etichetta: Hollywood - Formati: CD, download digitale | 4           | 6           | 14          | 40          | 28          | 10          | 16          | 6           | 22          | 24          | - BRA: Oro - CAN: Oro - POL: Platino - USA: Oro        |
| 2011 | When the Sun Goes Down - Pubblicazione: 28 giugno 2011 - Etichetta: Hollywood - Formati: CD, download digitale | 3           | 2           | 15          | 13          | 10          | 39          | 6           | 2           | 18          | 8           | - CAN: Oro - MEX: Oro - POL: Oro - SPA: Oro - USA: Oro |

## Extended play
| Anno | Titolo |
| ---- | --- |
| 2010 | The Club Remixes - Pubblicazione: 21 dicembre 2010 - Etichetta: Hollywood - Formato: download digitale                                 |
| 2011 | Artist Karaoke Series: Selena Gomez & the Scene - Pubblicazione: 13 settembre 2011 - Etichetta: Hollywood - Formato: download digitale |

## Singoli
| Anno                                                                                               | Titolo                         | Classifiche | Classifiche | Classifiche | Classifiche | Classifiche | Classifiche | Classifiche | Certificazioni                                         | Album di provenienza   |
| Anno                                                                                               | Titolo                         | US          | CAN         | AUS         | NZL         | GER         | UK          | IRL         | Certificazioni                                         | Album di provenienza   |
| -------------------------------------------------------------------------------------------------- | ------------------------------ | ----------- | ----------- | ----------- | ----------- | ----------- | ----------- | ----------- | ------------------------------------------------------ | ---------------------- |
| 2009                                                                                               | Falling Down                   | 82          | 69          | —           | —           | —           | —           | —           | - USA: Oro                                             | Kiss & Tell            |
| 2009                                                                                               | Tell Me Something I Don't Know | 58          | —           | —           | —           | —           | —           | —           |                                                        | Kiss & Tell            |
| 2009                                                                                               | Naturally                      | 29          | 18          | 46          | 20          | 14          | 7           | 7           | - CAN: Platino - USA: 4× Platino                       | Kiss & Tell            |
| 2010                                                                                               | Round & Round                  | 24          | 51          | 80          | —           | 52          | 47          | 44          | - USA: Platino                                         | A Year Without Rain    |
| 2010                                                                                               | A Year Without Rain            | 35          | 30          | 78          | —           | 56          | 78          | —           | - USA: 2× Platino                                      | A Year Without Rain    |
| 2011                                                                                               | Who Says                       | 21          | 17          | 57          | 15          | 44          | 51          | 36          | - AUS: Platino - NOR: Platino - USA: 3× Platino        | When the Sun Goes Down |
| 2011                                                                                               | Love You like a Love Song      | 22          | 10          | 48          | 21          | —           | 58          | 49          | - AUS: Oro - NOR: Platino - SWE: Oro - USA: 4× Platino | When the Sun Goes Down |
| 2011                                                                                               | Hit the Lights                 | 103         | 55          | —           | 17          | —           | —           | —           | - USA: Platino                                         | When the Sun Goes Down |
| "—" indica una pubblicazione che non si è classificata o che non è stata pubblicata in quel Paese. |                                |             |             |             |             |             |             |             |                                                        |                        |

### Altri singoli
| Anno                                                                                               | Titolo                        | Classifiche | Classifiche | Album di provenienza   |
| Anno                                                                                               | Titolo                        | US          | CAN         | Album di provenienza   |
| -------------------------------------------------------------------------------------------------- | ----------------------------- | ----------- | ----------- | ---------------------- |
| 2010                                                                                               | Live Like There's No Tomorrow | —           | —           | A Year Without Rain    |
| 2010                                                                                               | Un año sin lluvia             | —           | —           | A Year Without Rain    |
| 2011                                                                                               | Bang Bang Bang                | 94          | 96          | When the Sun Goes Down |
| 2011                                                                                               | Dices                         | —           | —           | When the Sun Goes Down |
| "—" indica una pubblicazione che non si è classificata o che non è stata pubblicata in quel Paese. |                               |             |             |                        |

## Video musicali
| Anno | Titolo                         |
| ---- | ------------------------------ |
| 2008 | Tell Me Something I Don't Know |
| 2009 | Falling Down                   |
| 2010 | Naturally                      |
| 2010 | Round & Round                  |
| 2010 | A Year Without Rain            |
| 2010 | Un año sin lluvia              |
| 2011 | Who Says                       |
| 2011 | Love You like a Love Song      |
| 2011 | Hit the Lights                 |